# Мелетій (Леонтович)
Архієпи́скоп Меле́тій (в миру: Миха́йло Іва́нович Леонто́вич; 6 (17) листопада 1784, Старі Санжари — 29 лютого (12 березня) 1840, Харків) — український та білоруський релігійний діяч, педагог. Місіонер на Уралі та Бурятії.
Єпископ Чигиринський, вікарій Київської митрополії; єпископ Пермський; єпископ Іркутський; архієпископ Харківський і Охтирський РПЦ. Ректор Могильовської духовної семінарії.
Канонізований Московської патріархією як святий (Пам'ять: 12 (25) лютого — тезоіменитство і 29 лютого (13 березня); (28 лютого (12 березня) в невисокосний рік) — кончина.

## Життєпис
Народився 6 листопада 1784 р. в селі Старі Санжари на Гетьманщині. Предки його були духовного звання. З чотирирічного віку навчався в будинку свого батька читання за книгами церковного та суспільного друку, краснопису і основ граматики.
2 вересня 1794 р. вступив до Полтавського парафіяльного училища, яке успішно закінчив у дванадцятирічному віці. Продовжував навчання у Катеринославській бурсі, в якій був одним із найкращих учнів та нагороджений похвальним листом. У вересні 1799 р. переведений в Катеринославську семінарію, яку закінчив в 1808 р: як найкращий її учень направлений в Санкт-Петербурзьку духовну академію, яку закінчив у серпні 1814 р. по першому розряду зі ступенем магістра. Став в академії бакалавром грецької мови і через 2 місяці після її закінчення — призначений конференц-секретарем, викладав грецьку мову. Одночасно готувався стати ченцем.
7 січня 1816 р. вніс академічному начальству прохання про намір стати ченцем; прохання не було задоволено. 30 липня 1817 р. Михайло переведений у створену Київську духовну семінарію на посаду інспектора і професора церковної історії та грецької мови. 27 жовтня 1817 р. відкрито Київську духовну семінарію — і Михайло Леонтович став її інспектором.

### Чернецтво
11 лютого 1820 р. у братській обителі Київської духовної академії був пострижений в чернецтво митрополитом Євгенієм у день пам'яті святителя Мелетія Антіохійського, чиїм ім'ям і був названий при постризі. 22 лютого 1820 р. Мелетія висвячено в ієродиякона, а через 2 дні — в ієромонаха.
9 серпня 1821 р. Мелетій отримав призначення на посаду ректора Могилівської духовної семінарії і настоятеля Кутенського Оршанського монастиря, де його посвячено у архімандрита.
У серпні 1823 року Мелетія перевели на посаду ректора Псковської духовної семінарії. У 1824 р. повернувся в Київ ректором академії.

### Єпископство
21 листопада 1826 р. Мелетія возвели в сан єпископа Чигиринського, вікарія Київської єпархії і настоятеля Київського Золотоверхого Михайлівського монастиря.
21 квітня 1828 р. переведений з України до країни Комі, на Пермську кафедру. За час єпископства в Пермі написав «Ставленніческій катехізис» для підготовки кандидатів у священство, а також розпочав місіонерську діяльність серед великоруських старообрядців. Навесні 1829 р. Мелетій здійснив поїздку по своїй єпархії, служив в парафіяльних храмах.
У серпні 1831 р. Мелетія перевели на Іркутську кафедру з возведенням у сан архієпископа, де й займався проповідницькою і місіонерською діяльністю у віддалених районах Бурятії.

### Повернення в Україну
22 червня 1835 р. переведений на Слобідсько-Українську кафедру РПЦ, у зв'язку з поганим здоров'ям. 9 листопада 1835 р. прибув у Харків; у лютому 1836 року його єпархію перейменовано в Харківську та Охтирську.
В 1839 р. тяжко захворів; 6 грудня 1839 р., не звертаючи уваги на хворобу, архієпископ Мелетій відслужив літургію: через погану погоду захворів ще сильніше. 29 лютого 1840 р. архієпископ Мелетій помер.
Праведника поховали за передплатою, тому що отримуючи великий казенний оклад і великі доходи з єпархії, він залишив після себе всього-на-всього 350 карбованців асигнаціями, 2 підзорних труби, два шматки оксамиту, книги, та необхідну натільну білизну. Поховали Мелетія 5 березня 1840 р. в усипальниці Покровського монастиря.
3 грудня 1875 р. в Покровській церкві почалася пожежа: згоріло все — але вогонь не зачепив труну Мелетія. У 1948 році мощі святителя Мелетія в Благовіщенський собор Харкова, де вони знаходяться по нинішній день у лівому Свято-Варваринському приділі: біля стіни поблизу кліроса.
21 лютого 1978 р. Священний синод Російської православної церкви Мелетія канонізовано для загальноцерковного шанування. Служба і акафіст святителю були складені харківським архієпископом РПЦ Никодимом (Руснаком), а відредаговані митрополитом РПЦ Никодимом (Ротовим).